# Nikolai Karakulov
Nikolai Karakulov   (Bardymsky District, 10 d'agost de 1918 - Moscou, 10 de març de 1988) va ser un atleta rus, especialista en curses de velocitat, que va competir sota bandera soviètica durant la dècada de 1940.
En el seu palmarès destaquen dues medalles d'or al Campionat d'Europa d'atletisme, en els 100 metres llisos en l'edició de 1946 i en els 4x100 metres el 1950, i disset campionats nacionals. D'aquests, destaquen els set que guanyà de manera consecutiva en els 100 metres entre 1943 i 1949; i sis en els 200 metres, el 1943, 1944, i de 1946 a 1949.
El 1957 va rebre l'Orde de la Bandera Roja del Treball.

## Millors marques
- 100 metres llisos. 10.4" (1948)
- 200 metres llisos. 21.6" (1946)[4]